# Rauvolfia serpentina
Espèce
Classification phylogénétique
Statut CITES
 Rauvolfia serpentina est une espèce de plantes à fleurs de la famille des Apocynaceae, originaire des régions tropicales d'Asie, en Inde, au Pakistan, dans la péninsule Malaise et à Java.
En Inde, sa racine est réputée être un remède contre les morsures de serpent, les maladies mentales et la fièvre. La médecine ayurvédique moderne l'utilise sous le nom de sarpagandhaa सर्पगंधा.
Synonyme
- (≡) Ophioxylon serpentinum L. (basionyme)

## Description

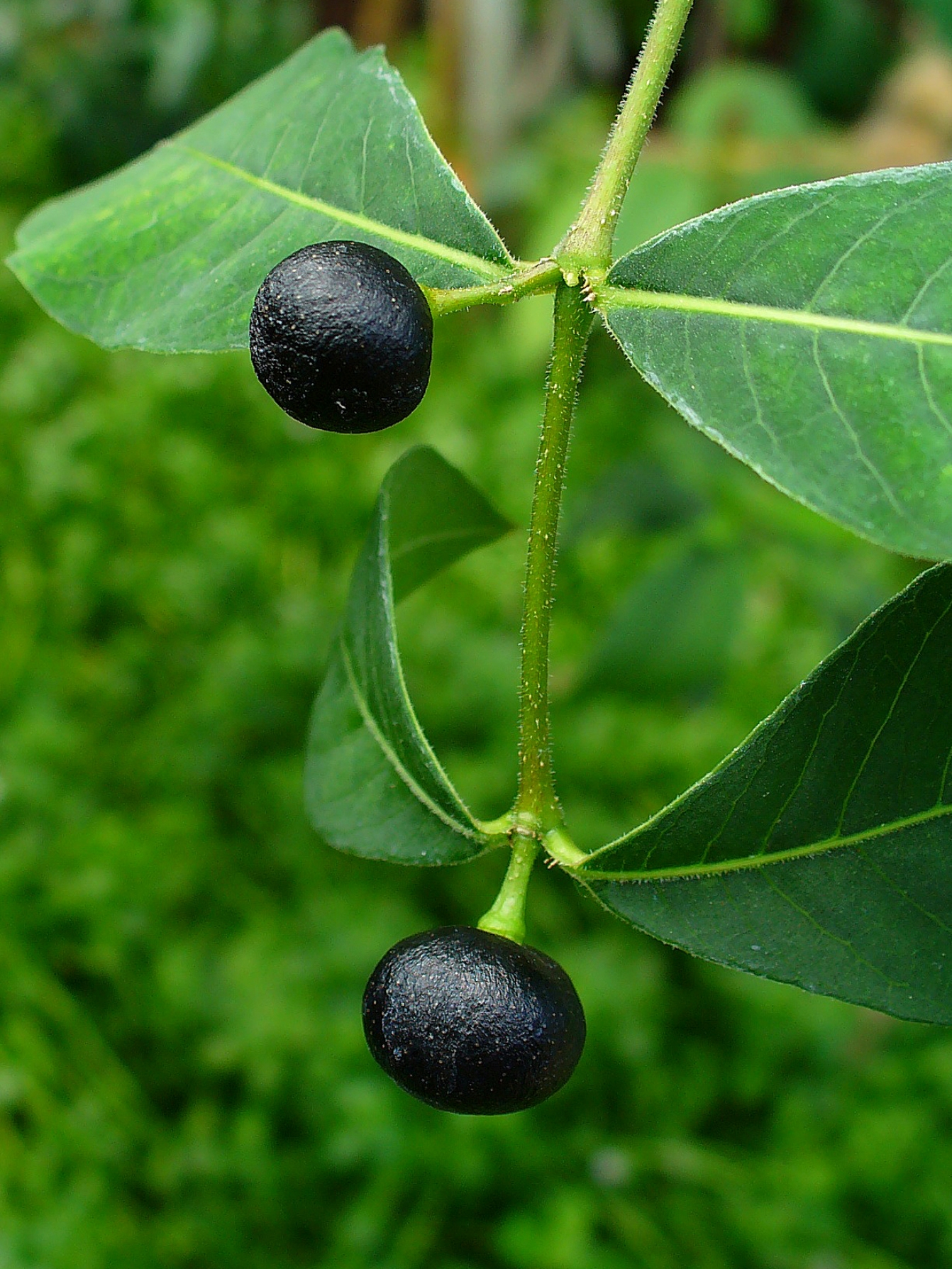
Fruits.

Rauvolfia serpentina est un arbrisseau de 50 cm à 1 mètre de haut, toujours vert et à grosse racine pivotante.
Les feuilles, verticillées par 3 à 5, ont un limbe elliptique à lancéolé, membraneux, glabre, d'un vert brillant.
Les fleurs, petites, blanches, rosées ou violacées, 5-mères, sont groupées en cymes corymbeuses. Le tube de la corolle est très long. Le calice est rouge.
Les fruits sont des drupes noires à une graine.

## Écologie
R. serpentina est spontanée en Inde, Pakistan, Myanmar, Thaïlande, Malaisie et Java.
Elle pousse dans les forêts où elle est surexploitée.
En Inde, elle est traditionnellement cultivée dans les jardins de simples attachés aux hôpitaux et pharmacies ayurvédiques.

## Histoire
D'après certains spécialistes indiens, le terme sarpagandhaa सर्पगंधा des textes ayurvédiques ne désigne pas la même plante que le sarpagandhaa de la médecine moderne, identifié comme Rauvolfia serpentina. Le Rauvolfia n'aurait pas été utilisé "depuis des siècles" en Inde pour soulager divers troubles du système nerveux, l'anxiété, la psychose et l'insomnie.
Dans les deux textes fondateurs de l'Ayurveda, Sushruta Samhita et le Charaka Samhita, il n'est pas fait mention de sarpagandhaa. Plus tard, les termes naakuli et gandha-naakhuli du Charaka ont été considérés comme des synonymes de sarpagandhaa mais on les considère maintenant comme des champignons.
La première description européenne a été faite par le médecin et botaniste allemand, Leonhard Rauwolf en 1582 dans ses récits de voyages en Asie et Afrique du nord. En son honneur, le botaniste français Charles Plumier créa en 1703 le genre Rauvolfia que Linné adopta ensuite mais ce n'est qu'au XIXe siècle, que le botaniste anglais, George Bentham, décrivit précisément l'espèce Rauvolfia serpentina (Forest fl. Burma, 2:171, 1877).
Les premières isolations d'alcaloïdes dans la plante ont été réalisées par les chercheurs indiens, Sen & Bose ainsi que Siddiqui; elles datent de 1931. Il s'agissait de l'ajmaline et de la serpentine.
Deux pharmacologues indiens ont décrit en 1933 le puissant effet dépresseur sur la tension artérielle d'un alcaloïde de la plante. Mais ce n'est que 20 ans plus tard, que les chimistes Emile Schlittler (Suisse) et Johannes Müller isolèrent par des techniques de chromatographie un cristal blanc dont les effets sédatifs et hypotenseur furent mis en évidence sur l'animal par Hugo Bein (Suisse). Cette fraction isolée fut baptisée réserpine (septembre 1952).

## Composition
La réserpine est l'alcaloïde le plus important présent dans la racine, la tige et les feuilles. L'écorce de la racine concentre tous les alcaloïdes.
Parmi les alcaloïdes présents, trois grandes classes se distinguent :
- les dérivés de type yohimbane : réserpine, rescinnamine, yohimbine
- les dérivés de type hétéroyohimbane : ajmalicine, serpentine, alstonine
- les dérivés dihydroindoliques : ajmaline.

## Utilisations médicinales
La racine est actuellement utilisée dans les médecines traditionnelles asiatiques. Elle est prescrite contre l'hypertension, l'insomnie, l'épilepsie et l'asthme. En Inde, bien sûr, où la plante est cultivée en Uttar Pradesh et Uttaranchal pour fournir la drogue à la médecine ayurvédique. En Chine, elle est d'un usage récent, les textes fondateurs de la médecine chinoise traditionnelle ne la connaissant pas.
En Occident, la réserpine a été très utilisée à partir des années soixante pour ses propriétés neuroleptiques et surtout pour son action antihypertensive. Mais elle n'est plus actuellement que d'un intérêt limité en raison de ses effets secondaires (nausées, vomissements, ulcères gastriques, dépression).